# Shawne Williams
Shawne Brian Williams (Memphis, 16 febbraio 1986) è un ex cestista statunitense.

## Carriera
Ha frequentato l'Università di Memphis, con la quale, nella stagione 2005-06, ha chiuso con 13,2 punti, 6,2 rimbalzi, 1,4 stoppate e 1,4 palle rubate di media in 36 partite (34 delle quali da titolare). In 3 partite di Conference USA ha chiuso con 18,0 punti e 6,7 rimbalzi, venendo nominato MVP del torneo.
Il 6 luglio 2006 firma con gli Indiana Pacers. L'11 dicembre 2006 fa il suo debutto in NBA contro i Chicago Bulls, segnando 13 punti. Attualmente è il secondo miglior marcatore al debutto tra le matricole nella storia dei Pacers.
Il 10 ottobre 2008 viene ceduto ai Dallas Mavericks in cambio di Eddie Jones, due seconde scelte al draft e soldi.
L'11 gennaio 2010 viene ceduto insieme a Kris Humphries ai New Jersey Nets in cambio di Eduardo Nájera; quattro giorni dopo viene tagliato.
Il 23 settembre 2010 firma un contratto annuale con i New York Knicks. Con la maglia dei Knicks disputa la sua miglior stagione uscendo dalla panchina e aiutando la squadra a qualificarsi per i play-off.
Il 15 dicembre 2011 firma un contratto biennale con i New Jersey Nets, che superano l'offerta dei Knicks.
Il 15 marzo 2012 viene ceduto insieme a Mehmet Okur ai Portland Trail Blazers in cambio di Gerald Wallace. Con la maglia dei Portland Trail Blazers non disputa neanche una partita.
Nel 2013 firma con il Guangzhou Liu Sui fino a fine stagione.
Il 3 settembre 2013 firma con i Los Angeles Lakers. Il successivo 7 gennaio viene tagliato a causa dei numerosi infortuni occorsi alle guardie dei Lakers, in modo da far spazio ad un eventuale nuovo innesto. Il 27 gennaio 2014 firma con i Los Angeles D-Fenders, in D-League. Il successivo 6 febbraio rifirma con i Lakers un contratto di 10 giorni. Il 19 febbraio 2014, dopo la scadenza del suo contratto con i Lakers, rifirma con i D-Fenders.
Il 1º agosto 2014 firma con i Miami Heat. Viene schierato nel quintetto base nella vittoria contro i Washington Wizards nell’opening night.

## Problemi giudiziari
L'11 settembre 2007 viene fermato ed arrestato ad Indianapolis con l'accusa di possesso di marijuana. Anche i due passeggeri che erano in auto con lui sono stati arrestati. Uno è stato accusato di possesso di marijuana, l'altro di possesso di arma da fuoco rubata.
Nel gennaio 2010 è stato arrestato a Memphis con l'accusa di spaccio di codeina. Il successivo aprile si è dichiarato colpevole. È stato quindi condannato a sei mesi di libertà vigilata, a sottoporsi a dei periodici test antidroga, a frequentare un corso di sensibilizzazione contro la droga e a pagare una multa di 10.000 dollari.
Il 13 dicembre 2012 è stato nuovamente arrestato a Memphis dopo che un poliziotto aveva sentito un forte odore di marijuana proveniente dalla sua Porsche, che era parcheggiata vicino a un centro commerciale. Nell'auto sono stati rinvenuti uno spinello di marijuana parzialmente fumato, un altro spinello e una bottiglia di codeina non prescritta a Williams.